# Хейре
Хейре, або Гейре (Консервативна партія, норв. Høyre — «Права») — норвезька консервативна політична партія, заснована в 1884 році. Партія праці має 30 місць із 169 у Стортингу. Партія з 1920 року була другою за величиною партією в Норвегії, але поступилася своїми позиціями після Партії прогресу наприкінці 1990-х і 2000-х роках.

## Історія
Оформилася в 1884 як партія великих промислових і фінансових кіл, вищого чиновництва. До 1913 року мала назву Центральне правління консервативних товариств (норв. De Conservative Foreningers Centralstyre), її видні діячі кінця XIX — почала XX століття — Ф. Станг, Е. Станг, Р. Ф. Гагеруп. Ставлення партії до Шведсько-норвезької унії 1814–1905 зазнало еволюцію від повної підтримки до визнання неминучості її розірвання. Головою партії у 1926—34 і 1945—54 роках був К. І. Гамбро. У 1884–1928 роках партія поперемінно ділила урядову владу з партією Венстре, була ініціатором проведення ряду антиробочих законів і акцій. У роки німецько-нацистської окупації Норвегії (1940–1945) представники Хейре входили в емігрантський уряд. У середині 60-х — початку 70-х рр. діячі Хейре займали ряд важливих постів в коаліційних урядах. Лідери партії неодноразово заявляли, що в області внутрішньої політики вони відстоюють демократію власників і приватну ініціативу, в області зовнішньої політики — вступ Норвегії до Європейського економічного співтовариства, участі країни в НАТО.
У 1980-х роках партії вдалося сформувати однопартійний уряд меншості (перший кабінет Коре Віллока, з 14 жовтня 1981 по 7 червня 1983), також у 80-х вона двічі ставала учасником трьопартійних урядів (другий кабінет Коре Віллока з 8 червня 1983 по 8 Травень 1986 і Кабінет Яна Сісе з 16 жовтня 1989 по 3 листопада 1990). У 2000-і роки консерватори взяли участь в роботі Другого кабінету Х'єля Бунневіка (19 жовтня 2001 — 17 жовтня 2005).

## Представництво в Стортингу

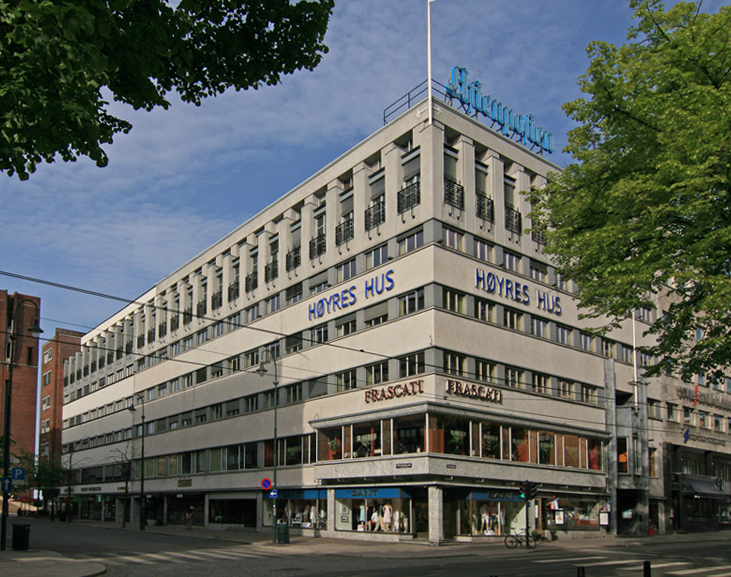
Штаб-квартира у Осло

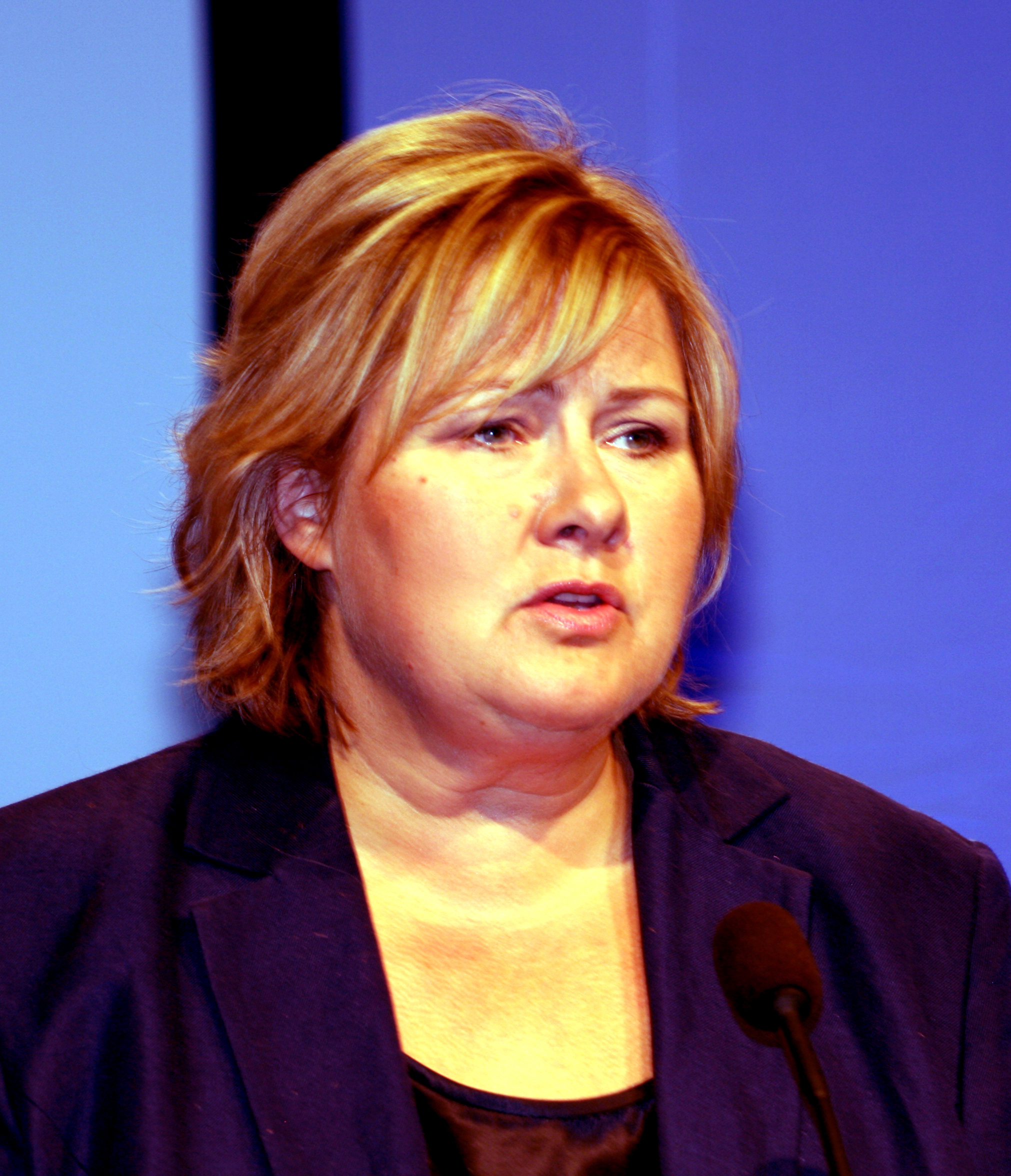
Ерна Солберг, партійний лідер

| Рік  | Кількість голосів | % голосів | місць | Зміна | Уряд           |
| ---- | ----------------- | --------- | ----- | ----- | -------------- |
| 1906 | 88,323            | 32,7%     | 35    | -27   | ТАК            |
| 1909 | 175,388           | 41,5%     | 64    | +6    | ТАК (10-13рр.) |
| 1912 | 162,074           | 32,6%     | 24    | -40   | ні             |
| 1915 | 179,028           | 29,0%     | 21    | -3    | ні             |
| 1918 | 201,325           | 30,0%     | 49    | +28   | ТАК (20-21рр.) |
| 1921 | 301,372           | 33,4%     | 57    | +8    | ТАК (23-24рр.) |
| 1924 | 316,846           | 32,5%     | 54    | -3    | ТАК (26-28рр.) |
| 1927 | 240,091           | 24,0%     | 31    | -23   | ні             |
| 1930 | 327,731           | 27,4%     | 44    | +13   | ні             |
| 1933 | 252,506           | 20,2%     | 30    | -14   | ні             |
| 1936 | 310,324           | 21,3%     | 36    | +6    | ні             |
| 1945 | 252,608           | 17,0%     | 25    | -11   | ні             |
| 1949 | 279,790           | 17,8%     | 23    | -2    | ні             |
| 1953 | 327,971           | 18,8%     | 27    | +4    | ні             |
| 1957 | 301,395           | 18,9%     | 29    | +2    | ні             |
| 1961 | 354,369           | 19,3%     | 29    | 0     | ТАК (63р.)     |
| 1965 | 415,612           | 20,3%     | 31    | +2    | ТАК            |
| 1969 | 406,209           | 18,8%     | 29    | -2    | ТАК (69-71рр.) |
| 1973 | 370,370           | 17,2%     | 29    | 0     | ні             |
| 1977 | 563,783           | 24,5%     | 41    | +12   | ні             |
| 1981 | 780,372           | 31,8%     | 53    | +12   | ТАК            |
| 1985 | 791,537           | 30,4%     | 50    | -3    | ТАК (85-86рр.) |
| 1989 | 588,682           | 22,2%     | 37    | -13   | ТАК (89-90рр.) |
| 1993 | 419,373           | 17,0%     | 28    | -9    | ні             |
| 1997 | 370,441           | 14,3%     | 23    | -5    | ні             |
| 2001 | 534,852           | 21,2%     | 38    | +15   | ТАК            |
| 2005 | 372,008           | 14,1%     | 23    | -15   | ні             |
| 2009 | 462,465           | 17,2%     | 30    | +7    | ні             |
| 2013 | 760,232           | 26.8%     | 48    | +16   | ТАК            |